# شهرستان اوستروونکا
شهرستان اوستروونکا (به لهستانی: Powiat Ostrołęka) یک شهرستان در لهستان است که در استان ماسوویان واقع شده‌است. شهرستان اوستروونکا ۲٬۰۹۹٫۳۲ کیلومتر مربع مساحت و ۸۴٬۳۴۴ نفر جمعیت دارد.